# Алексеев, Эдуард Ефимович
Эдуард Ефимович Алексеев (4 декабря 1937, Якутия — 10 марта 2021, Бостон, США) ― советский этномузыковед.
За годы своих научных изысканий провёл множество обширных полевых исследований традиционной музыки коренных народов Сибири и других регионах бывшего Советского Союза. Его работы посвящены теоретическим проблемам лада, мелодической интонации, тембра и нотной записи, а также социологическим и психологическим аспектам музыкального восприятия. С 1972 по 1992 год Эдуард Алексеев был председателем фольклорной комиссии Союза советских композиторов. Он также занимал должность заведующего кафедры общей теории фольклора в Государственном институте искусствознания в Москве.
Окончил Московскую консерваторию, где был учеником профессора Льва Мазеля. Продолжил обучение в аспирантуре в Государственном институте искусствознания; его научным руководителем был видный этномузыковед профессор Виктор Михайлович Беляев. Получил степень кандидата и доктора искусствоведения в ГИИ.
Эдуард Алексеев является автором более 100 научных публикаций на русском языке, в том числе таких монографий, как «Проблемы формирования лада (на материале якутской народной песни)» (1976), «Природа подачи в примитивном пении» (1986), « Фольклор в контексте современной культуры» (1988) и «Нотная запись народной музыки: Теория и практика» (1990).
С 1997 года проживал в Бостоне, штат Массачусетс, США.